# ID3
ID3 — формат метаданих. Найбільш часто використовується разом з аудіоформатом MP3. Містить дані про назву трека, альбому, ім’я виконавця тощо. Ця інформація може використовуватись, наприклад, програвачами мультимедіа для відображення відомостей про трек чи автоматичного сортування. Назва «ID3» — це скорочення «Identify a MP3». Існує дві несумісних версії ID3: ID3v1 та ID3v2. Хоч ID3 розроблявся для MP3, розробникам немає перешкод вбудовувати його також і в інші формати.

## ID3v1
Після створення формату MP3 виникла проблема зберігання метаданих. MP3 цього не реалізовував. У 1996 році Еріку Кемпу прийшла ідея як вирішити цю проблему: додати маленький шматочок даних до файлу. Стандарт, тепер відомий як ID3v1 швидко став стандартом де-факто зберігання метаданих у MP3-файлі.

## ID3v2
У відповідь на критику стандарту ID3v1 у 1998 році був розроблений стандарт ID3v2. Він мало схожий на першу версію.
Існує три версії ID3v2:
- ID3v2.2 — перша публічна версія ID3v2. Використовує 3-символьний ідентифікатор кадру замість 4-символьного. Наприклад, TT2, а не TIT2. Тепер вважається застарілим.

- ID3v2.3 має 4-символьні ідентифікатори кадру. Кадр може мати кілька значень, розділених символом "/". На даний час, це найпопулярніший стандарт.

- ID3v2.4 — найновіша версія стандарту, представлена у листопаді 2000. Дозволяє зберігати текст у кодуванні UTF-8, замість UTF-16. Для розділення значень використовується нульовий байт, тому символ "/" можна вільно використовувати в тексті. Також додана можливість розміщати тег у кінці файлу, як у версії ID3v1.